# 15111 Winters
15111 Winters (2000 CY92) là một tiểu hành tinh vành đai chính được phát hiện ngày 6 tháng 2 năm 2000 bởi nhóm nghiên cứu tiểu hành tinh gần Trái Đất phòng thí nghiệm Lincoln ở Socorro.